# 253

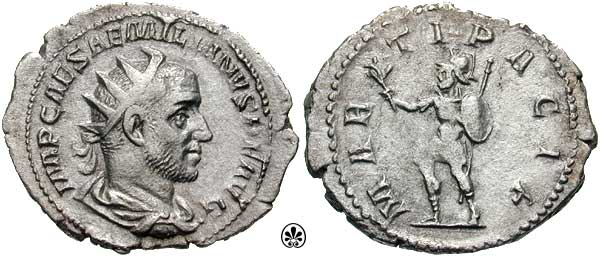
Keizer Aemilianus

Het jaar 253 is het 53e jaar in de 3e eeuw volgens de christelijke jaartelling.

## Gebeurtenissen

### Italië
- Marcus Aemilius Aemilianus, gouverneur van Neder-Moesia, laat zich door de Donau-legioenen uitroepen tot keizer en rukt op naar Rome. De Senaat verklaart hem tot "staatsvijand".
- Publius Licinius Valerianus krijgt in Germania Superior opdracht om aan de Rijngrens (limes) het Romeinse leger (4 legioenen) te mobiliseren en Aemilianus in Italië tegen te houden.
- Aemilianus regeert voor drie maanden als keizer over het Romeinse Keizerrijk, hij belooft de Senaat de Goten in Thracië terug te drijven en ontvangt de titel pontifex maximus.
- Slag bij Spoleto: Trebonianus Gallus en zijn zoon Volusianus, worden bij Spoleto door Aemilianus verslagen. Op de terugtocht worden ze door hun eigen legionairs vermoord.
- Valerianus I verslaat het leger van Aemilianus en wordt zelf erkend als keizer. Hij benoemt zijn zoon Publius Licinius Egnatius Gallienus tot augustus (medekeizer).
- Valerianus I verdeelt de bestuurstaken; Gallienus regeert over het westelijke deel en Valerianus voert zijn bewind over het oostelijke deel van het Romeinse Rijk.

## Religie
- 25 juni - Paus Cornelius wordt in Civitavecchia geëxecuteerd (onthoofding) en opgevolgd door Lucius I als de 22e paus van de Katholieke Kerk.

## Geboren
- Marcus Aurelius Numerianus, medekeizer van het Romeinse Rijk (overleden 284)

## Overleden
- 25 juni - Cornelius, paus van de Katholieke Kerk
- Marcus Aemilius Aemilianus, keizer van het Romeinse Keizerrijk
- Gaius Vibius Trebonianus Gallus (47), keizer van het Romeinse Rijk
- Gaius Vibius Volusianus, keizer van het Romeinse Keizerrijk